# Björkån, Ångermanälven
Björkån är ett vattendrag i västra Ångermanland, Sollefteå kommun, Resele, Eds och Sånga socknar. Längd ca 55 km, vänsterbiflöde till Ångermanälven. Björkån har sin källa väster om Stor-Rocksjön och strömmar först söderut mot Mosjön och Rämmasjön, därefter mer åt sydost mot Strupen (Backsjön) och Ållsjön, sedan ca 5 km rakt österut till Åkvisslan och slutligen söderut till Björksjön. Där ligger byn Björksjön. Björkån fortsätter sedan ner till byn Björkåbruk där den rinner ut i Ångermanälven. Största biflödet till Björkån är Rävsjöån från nordost, som mynnar i Björkån vid Åkvisslan.

## Historia
Vid valborgsmässotid år 1919 svämmade Björkån över alla bräddar
"Även från Boteå distrikt, kring Björkån, ett av Ångermanälvens nedersta tillflöden från norr, rapporteras en vidsträckt ödeläggelse. Det här belägna Björkå bruk (trämassefabrik) formligen bortspolades liksom de mycket dyrbara flottledsbyggnaderna utefter ån. Dammar och kraftstation ramponerades högst betydligt. Vad som ej bortsköljdes, begravdes i sand och grus, varjämte ån bröt sig ett nytt lopp och underminerade niporna nere vid Ångermanälven, så att tusentals kbm jord rasade över vägarna och avskar förbindelserna. Broarna spolades bort. Skadorna vid Björkå bruk upptaxerades till c:a 800 000 kr, vartill komma skador å vägar, broar, järnväg, jordbruk m.m., c:a 200 000 kr. Illa åtgånget blev också Lo stålpressningsfabrik ej långt från Björkå, där skadorna beräknas till över 100 000 kr.".